# 2020 год в цифровой среде
Список «2020 год в цифровой среде» описывает события в мире цифровой среды, произошедшие в 2020 году.

## События

### Июль
- 15 июля — Запуск музыкального стримингового сервиса «Spotify» в России, а также в странах СНГ и Восточной Европы[1].

### Сентябрь
- 23 сентября — Переименование стримингового сервиса «Zvooq» в «СберЗвук»[2].

### Ноябрь
- 1 ноября — Запуск медиахолдингом «ВГТРК» онлайн-платформы «Смотрим»[3].

### Декабрь
- 31 декабря — Прекращение поддержки Adobe Flash[4][5].